# Shoscombe
Shoscombe est une paroisse civile et un village du Somerset, en Angleterre.